# Шагадам
«Шагадам» (туркм. „Şagadam“ futbol topary) — туркменский профессиональный футбольный клуб из города Туркменбаши. Был основан под названием ДОСА. Домашние матчи проводит на стадионе «Шагадам». Выступает в Высшей лиге Туркменистана. Чемпион Туркменистана 2002 года, обладатель Кубка Туркменистана 2007 года.

## История
До 1991 года клуб назывался ДОСА. До июня 1992 года выступал под названием «Нефтяник», затем — «Хазар». Шагадам — название местности, где в 1869 году был основан Красноводск (ныне город Туркменбаши).
В 2002 году стал первой не столичной командой, завоевавшей чемпионство. В начале 2003 года участвовал в Кубке чемпионов Содружества, но выступление оказалось неудачным — «Шагадам» проиграл все матчи и выбыл из турнира. По итогам сезона-2003 клуб завоевал бронзовые награды.
В сезоне-2012 «Шагадам» занял 5-е место, а лучшим бомбардиром чемпионата Туркменистана стал игрок «Шагадама» Александр Болиян.
В 2014 году команда вновь получила бронзовые медали, а лучшим бомбардиром турнира стал игрок «Шагадама» Маммедали Караданов.
Клуб базируется на одноимённом стадионе «Шагадам» в городе Туркменбаши.

## Чемпионат и Кубок Туркменистана
- Чемпион Туркменистана: 2002
- Бронзовый призёр чемпионата Туркменистана: 2003, 2014, 2018, 2019, 2020[9]
- Обладатель Кубка Туркменистана: 2007, 2021[2]
- Финалист Кубка Туркменистана: 2002, 2015
- Финалист Суперкубка Туркменистана: 2007[10]

## Известные игроки
- Виталий Золотухин
- Джума Мередов
- Юрий Бордолимов
- Никита Горбунов
- Александр Болиян

## Тренеры
- Кудрат Исмаилов (2001—2003, 2005, с октября по декабрь, 2008—2011)
- Армен Согомонян (2005)[11]
- Курбан Мередов (2006—2008)
- Реджепмурад Агабаев (2011)
- Аманмурад Мередов (2012—2016)
- Александр Клименко (2017 — август 2021)
- Рахмангулы Байлиев (с августа 2021)